# Euplectes afer
El obispo coronigualdo (Euplectes afer) es una especie de ave paseriforme de la familia Ploceidae que vive en el África subsahariana. Presenta un marcado dimorfismo sexual en la estación de cría, en la cual los machos adoptan un llamativo plumaje de color negro y amarillo, en contraste con las hembras que son predominantemente pardas. 

## Descripción
El obispo coronigualdo mide entre 95-105 mm de largo y pesa unos 15 g. Durante la estación de cría se acentúa el dimorfismo sexual pronunciándose los caracteres sexuales secundarios de macho. El pico de ambos sexos es corto y cónico. El color del pico del macho es negro durante la estación reproductiva mientras que fuera de ella es de color beige como el de la hembra. Sus patas son de color pardo rosáceo. Durante este periodo el plumaje del macho es principalmente negro con la frente, el píleo, parte inferior de la espalda y el obispillo amarillos, mientras que sus alas y corta cola son pardas. El plumaje de los machos fuera de la época reproductiva se torna parecido al de las hembras, que son pardas con motas oscuras en las partes superiores, tienen las partes inferiores y las listas superciliares más claras.
El plumaje reproductivo de los machos se parece al de obispo culigualdo pero este último carece no tiene corona amarilla. Los machos y las hembras en plumaje no reproductivo pueden confundirse con los obispo rojo, aunque este último tiene las partes inferiores blancas en lugar de crema.

## Distribución y hábitat
Tiene una distribución natural muy amplia, pudiéndose encontrar en: Angola, Benín, Botsuana, Burkina Faso, Camerún, Chad, Costa de Marfil, Etiopía, Gabón, Gambia, Ghana, Guinea, Guinea Bissau, Kenia, Lesoto, Liberia, Malí, Mauritania, Mozambique, Namibia, Níger, Nigeria, República del Congo, República Centroafricana, República democrática del Congo, Senegal, Sierra Leona, Sudáfrica, Sudán, Sudán del Sur, Tanzania, Togo, Uganda, Zambia y Zimbabue. Ha sido introducido en: Florida (EE. UU.), Jamaica, Japón, Portugal, Puerto Rico y Venezuela. Prefiere los hábitats herbáceos.

## Taxonomía
Esta especie fue descrita científicamente por el naturalista alemán Johann Friedrich Gmelin en 1789. Alguna vez fue separado en un género distinto, Taha, junto al obispo diademado (Euplectes diadematus), pero los estudios de ADN no apoyan tal separación, quedando ambos en el género Euplectes, aunque sin parientes cercanos. En cautividad hibrida con el obispo anaranjado (Euplectes franciscanus).

## Carácter invasor en España
Debido a su potencial colonizador y constituir una amenaza grave para las especies autóctonas, los hábitats o los ecosistemas, esta especie ha sido incluida en el Catálogo Español de Especies exóticas Invasoras, aprobado por Real Decreto 630/2013, de 2 de agosto, estando prohibida en España su introducción en el medio natural, posesión, transporte, tráfico y comercio.